# ماتریس‌های پائولی

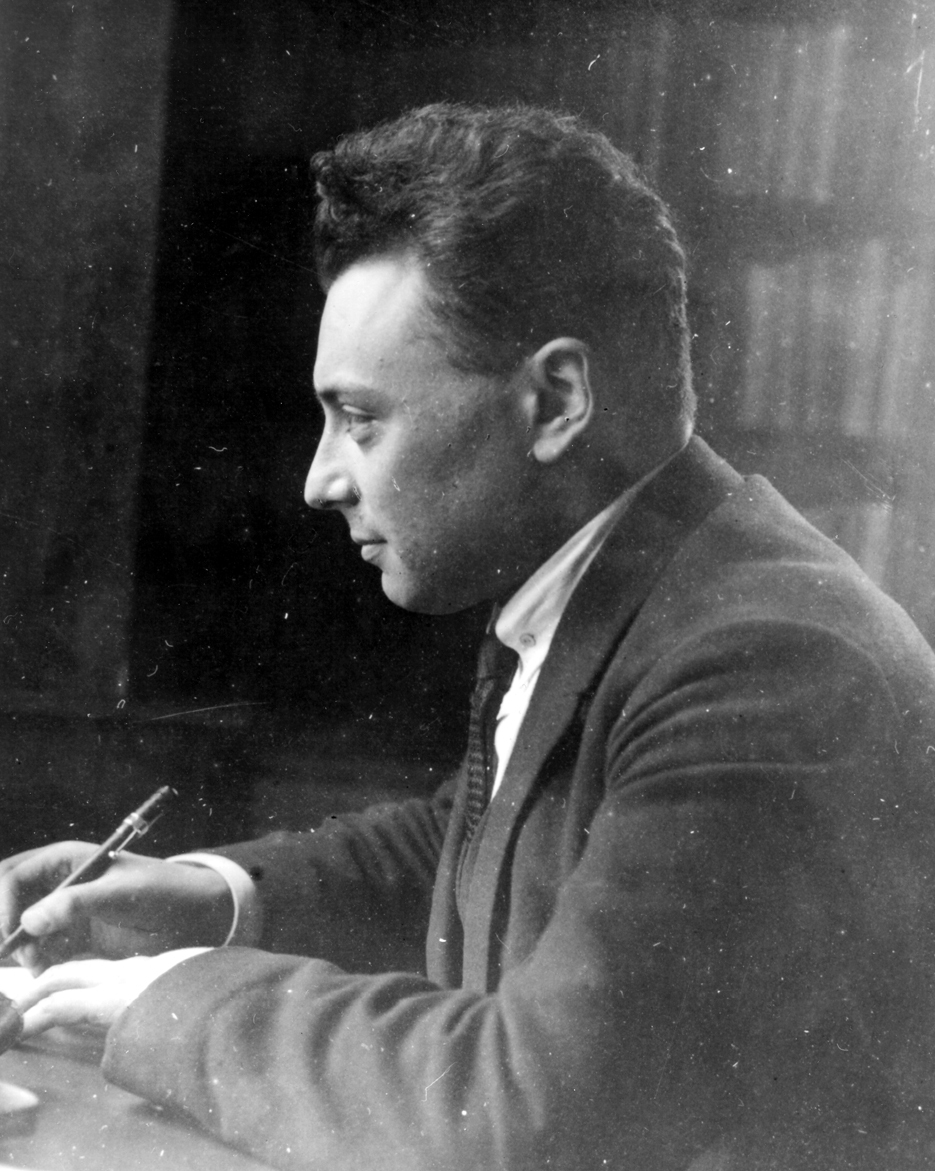
ولفگانگ پائولی (1900-1958) فیزیکدان نظری اتریشی-سوئیسی، یکی از پیشگامان فیزیک کوانتومی

ماتریس‌های پاولی، ماتریس‌های ۲×۲ هستند که به اسم فیزیکدان اتریشی ولفگانگ پاولی نامیده شده‌اند. توسط این ماتریس‌ها، انسان قادر است اسپین الکترون‌ها را توجیه کند، به این صورت که نگاشت خطی اسپین هر ذره در سه جهت فضای سه‌بعدی، به صورت {\displaystyle S_{i}={\frac {\hbar }{2}}\sigma _{i}} نوشته می‌شود.
{\displaystyle \sigma _{x}={\begin{pmatrix}0&1\\1&0\end{pmatrix}}\qquad \sigma _{y}={\begin{pmatrix}0&-i\\i&0\end{pmatrix}}\qquad \sigma _{z}={\begin{pmatrix}1&0\\0&-1\end{pmatrix}}}
از مهم‌ترین خصوصیت این ماتریس‌ها به صورت زیر است:
{\displaystyle [\sigma _{i},\,\sigma _{j}]=2i\,\epsilon _{ijk}\;\sigma _{k}}
{\displaystyle \{\sigma _{i},\,\sigma _{j}\}=2\delta _{ij}}
{\displaystyle \sigma _{i}^{\dagger }=\sigma _{i},\qquad (\sigma _{i})^{2}=I_{2\times 2},\qquad \det \sigma _{i}=-1,\qquad \operatorname {Tr} \sigma _{i}=0}
این ماتریسها کوچک‌ترین نمایش وفادار ‎ SU(2)‎ هستند.

ماتریس‌های پائولی در معادله پائولی بکار میروند زیرا وقتی اسپین بر حسب آنها نمایش داده شود، صورت‌بندی فرمول تعامل بین اسپین یک ذره با یک میدان الکترومغناطیسی بیرونی را ساده می‌کنند.
علت مفید بودن ماتریس‌های پائولی این است که ماتریسهایی یکانی، بدون اثر، و هرمیتی هستند. دترمینان همه ی آنها {\displaystyle -1} است.